# Broken Angel
Broken Angel (titolo turco Meleğin Sırları) è un film di produzione turco-statunitense del 2008, scritto e diretto da Aclan Bates.

## Trama
Anni '80. Ebru, una ragazza turca, si trasferisce negli Stati Uniti d'America, attirata dal miraggio di fama e fortuna. Ma l'unica persona che sembra darle retta è un artista sordo.